# Zbigniew Zawistowski
Zbigniew Zawistowski (ur. 2 lutego 1944 w Warszawie, zm. 20 lutego 1998 tamże) – polski architekt, urbanista. Prezes SARP (1981–85), prezes OW SARP (1991–93).

## Życiorys
Absolwent Wydziału Architektury Politechniki Warszawskiej (1967). Twórca osiedli mieszkaniowych Warszawy, Radomia, Ostrowca Świętokrzyskiego, Działdowa, Otwocka i Piaseczna. Autor planów zagospodarowania Zakroczymia, Pruszkowa, Kutna, Mińska Mazowieckiego, Rembertowa i Gąsina. Laureat nagród w konkursach architektonicznych. Członek Rady Międzynarodowej Unii Architektów, przewodniczący Komisji ds. Twórczości Architektonicznej przy Ministerstwie Kultury i Sztuki, przewodniczący Zespołu Koordynacyjnego Sędziów Konkursowych ZG SARP. Założyciel i uczestnik Komitetu Porozumiewawczego Środowisk Twórczych.
Odznaczony m.in.: Srebrnym Krzyżem Zasługi (1977) i Srebrną Odznaką SARP (1978).
Od 2000 jego imię nosi Doroczna Nagroda Stowarzyszenia Architektów Polskich na najlepszy dyplom. W konkursie biorą udział prace dyplomowe osób ubiegających się o dyplom magistra inżyniera architekta na polskich uczelniach kształcących w tym kierunku.